# Pieza sinclairi
Pieza sinclairi är en tvåvingeart som beskrevs av Neal L. Evenhuis 2002. Pieza sinclairi ingår i släktet Pieza och familjen svävflugor. Inga underarter finns listade i Catalogue of Life.